# Charlotte M. - Il film: Flamingo Party
Charlotte M. - Il film: Flamingo Party è un film italiano del 2022 diretto da Emanuele Pisano.

## Trama
Charlotte M. è una giovane e vivace influencer che per salvare l'oasi naturale dove ha trascorso la sua infanzia organizza un ballo scolastico con raccolta fondi. Per riuscire nell'impresa, cerca in tutti i modi di apparire perfetta agli occhi dei suoi compagni, finendo però per perdere la sua spontaneità e rovinare il rapporto con gli altri, soprattutto con il suo amato Davide. Alla fine però riesce a rimediare chiedendo scusa a Sofia, riuscendo a essere felice

## Distribuzione
Il film è stato distribuito nelle sale cinematografiche italiane il 31 dicembre 2022.